# 2535 Hämeenlinna
A 2535 Hämeenlinna (ideiglenes jelöléssel 1939 DH) a Naprendszer kisbolygóövében található aszteroida. Yrjö Väisälä fedezte fel 1939. február 17-én.